# Taloko
Taloko is een bestuurslaag in het regentschap Bima van de provincie West-Nusa Tenggara, Indonesië. Taloko telt 2072 inwoners (volkstelling 2010).